# Jan Wężyk
Jan Wężyk (Wola Wężykowa, 1575 – Łowicz, 27 maggio 1638) è stato un arcivescovo cattolico polacco.

## Biografia
Fu segretario del re Sigismondo III Vasa.
Fu vescovo prima di Przemyśl e poi di Poznań. 
fu interré di Polonia dal 30 aprile 1632 al 6 febbraio 1633.
Arcivescovo di Gniezno e primate di Polonia dal 1627, nel 1633 incoronò re di Polonia Ladislao IV.

## Genealogia episcopale e successione apostolica
La genealogia episcopale è:
- Cardinale Scipione Rebiba
- Cardinale Giulio Antonio Santori
- Cardinale Girolamo Bernerio, O.P.
- Vescovo Claudio Rangoni
- Arcivescovo Wawrzyniec Gembicki
- Arcivescovo Jan Wężyk

La successione apostolica è:
- Vescovo Paweł Piasecki (1628)
- Vescovo Andrzej Gembicki (1628)
- Vescovo Jan Chrzciciel Zamoyski, O.P. (1633)
- Vescovo Andrzej Szołdrski (1634)
- Arcivescovo Stanisław Grochowski (1634)
- Arcivescovo Jan Lipski (1636)
- Vescovo Piotr Gembicki (1637)